# Campionati dei quattro continenti di short track 2020
I campionati dei quattro continenti di short track 2020 sono stati la 1ª edizione della competizione organizzata dall'International Skating Union. Si sono svolti dall'11 al 12 gennaio 2021 a Montreal, in Canada

## Partecipanti
Hanno preso parte alle competizioni 58 pattinatori, in rappresentanza di 8 distinte nazioni.
- Canada
- Cina
- Colombia
- Giappone

- Corea del Sud
- Filippine
- Singapore
- Stati Uniti

## Podi

### Uomini
| Evento               | Oro            | Tempo    | Argento       | Tempo    | Bronzo       | Tempo    |
| Classifica generale  | Hwang Dae-heon | 103 p.   | Steven Dubois | 56 p.    | Park Ji-won  | 47 p.    |
| 500 metri            | Hwang Dae-heon | 40.695   | Steven Dubois | 40.799   | Kim Da-gyeom | 40.923   |
| 1000 metri           | Hwang Dae-heon | 1:27.719 | Steven Dubois | 1:27.897 | Park Ji-won  | 1:28.033 |
| 1500 metri           | Hwang Dae-heon | 2:21.140 | Steven Dubois | 2:21.475 | Thomas Hong  | 2:21.627 |
| Staffetta 5000 metri | Corea del Sud  | 6:58.666 | Canada        | 6:58.892 | Stati Uniti  | 6:59.891 |

### Donne
| Evento               | Oro            | Tempo    | Argento          | Tempo    | Bronzo           | Tempo    |
| Classifica generale  | Choi Min-jeong | 136 p.   | Seo Whi-min      | 47 p.    | Courtney Sarault | 44 p.    |
| 500 metri            | Choi Min-jeong | 43.684   | Alyson Charles   | 43.787   | Courtney Sarault | 44.007   |
| 1000 metri           | Choi Min-jeong | 1:32.717 | Courtney Sarault | 1:33.014 | Kim A-lang       | 1:33.108 |
| 1500 metri           | Choi Min-jeong | 2:41.270 | Seo Whi-min      | 2:41.367 | Maame Biney      | 2:41.417 |
| Staffetta 3000 metri | Corea del Sud  | 4:11.404 | Canada           | 4:12.028 | Cina             | 4:12.239 |

## Medagliere
| Posiz. | Nazione       | Oro | Argento | Bronzo | Totale |
| ------ | ------------- | --- | ------- | ------ | ------ |
| 1      | Corea del Sud | 10  | 2       | 4      | 16     |
| 2      | Canada        | 0   | 8       | 2      | 10     |
| 3      | Stati Uniti   | 0   | 0       | 3      | 3      |
| 4      | Cina          | 0   | 0       | 1      | 1      |
| Totale | Totale        | 10  | 10      | 10     | 30     |